# Lomatia grisealis
Lomatia grisealis är en tvåvingeart som beskrevs av Hesse 1956. Lomatia grisealis ingår i släktet Lomatia och familjen svävflugor. Inga underarter finns listade i Catalogue of Life.